# Sie werden euch in den Bann tun, BWV 44
Sie werden euch in den Bann tun (BWV 44) ist eine Kirchenkantate von Johann Sebastian Bach. Er schrieb sie in Leipzig für den Sonntag nach Himmelfahrt und führte sie am 21. Mai 1724 zum ersten Mal auf.

## Geschichte und Worte
Bach komponierte die Kantate in seinem ersten Jahr in Leipzig für den Sonntag nach Himmelfahrt. Die vorgeschriebenen Lesungen für den Sonntag waren 1 Petr 4,8–11 , „dient einander“, und Joh 15,26  bis Joh 16,4  aus den Abschiedsreden Jesu, die Verheißung des Heiligen Geistes als Beistand und die Ankündigung von Verfolgung. Der unbekannte Dichter beginnt mit einem Zitat aus dem Evangelium. Der Kantatentext von Christiana Mariana von Ziegler für Bachs Werk zum selben Anlass im folgenden Jahr, Sie werden euch in den Bann tun, BWV 183, beginnt mit demselben Zitat, doch sonst haben beide Kantaten wenig gemeinsam. Der Dichter betrachtet die Verfolgung der Christen, zusammengefasst durch Martin Mollers Ach Gott, wie manches Herzeleid als Satz 4. In Satz 5 erwähnt der Dichter als Ursache den Antichrist, der die Verfolgung der Christen für ein Gott gefälliges Werk hält. In Satz 6 wird den Verfolgten Gottes Hilfe verheißen. Der Schlusschoral ist die letzte Strophe von Paul Flemings In allen meinen Taten.
Bach führte die Kantate am 21. Mai 1724 erstmals auf. Es ist seine letzte Neukomposition in seinem ersten Kantatenzyklus. Für die weiteren Anlässe bis zum Beginn des zweiten Jahreszyklus am ersten Sonntag nach Trinitatis arbeitete er ältere Kompositionen um.

## Besetzung und Aufbau
Die Kantate ist besetzt mit vier Solisten, Sopran, Alt, Tenor und Bass, vierstimmigem Chor, zwei Oboen, zwei Violinen, Viola und Basso continuo.
1. Duetto (Tenor, Bass): Sie werden euch in den Bann tun
2. Coro: Es kömmt aber die Zeit
3. Aria (Alt): Christen müssen auf der Erden
4. Chorale (Tenor): Ach Gott, wie manches Herzeleid
5. Recitativo (Bass): Es sucht der Antichrist
6. Aria (Sopran): Es ist und bleibt der Christen Trost
7. Choral: So sei nun, Seele, deine

## Musik
Ungewöhnlich bei Bach, aber häufig in Kantaten von Georg Philipp Telemann, ist die Aufteilung des Bibelzitats (Joh 16,2 ) auf zwei Sätze, ein Duett und einen unmittelbar anschließenden kontrastierenden Chorsatz. Das Duett ist ein ausdrucksvolles Lamento, das durch die Oboen in Imitation eingeleitet wird mit Themen, die die Singstimmen aufgreifen. Der erregte Chor wurde mit den Turbae in Bachs Passionen verglichen. Der dritte Satz greift die Stimmung des ersten Satzes auf in ruhigem 3/4-Takt mit obligater Oboe. Die Worte „Marter, Bann und schwere Pein“ werden durch ausdrucksvolle Chromatik ausgedrückt, obwohl der Text von ihrer Überwindung spricht. Der kommentierende Choral auf die fast unverzierte Melodie von „Herr Jesu Christ, meins Lebens Licht“ wird vom Tenor zu einem Ostinato im Continuo gesungen, das aus der ersten Zeile des Chorals abgeleitet ist. Das folgende kurze Secco-Rezitativ bringt eine Wendung und führt zu einer tröstlichen, tänzerischen Arie. Die Kantate wird beschlossen durch einen vierstimmigen Choral auf die Melodie von O Welt, ich muss dich lassen, die Satz 10 der Matthäus-Passion, „Ich bins, ich sollte büßen“, ähnelt.

## Einspielungen
- Bach Cantatas Vol. 3 – Ascension Day, Whitsun, Trinity, Karl Richter, Münchener Bach-Chor, Münchener Bach-Orchester, Ernst Haefliger, Edith Mathis, Anna Reynolds, Dietrich Fischer-Dieskau, Archiv Produktion 1975
- J.S. Bach: Das Kantatenwerk - Sacred Cantatas Vol. 3, Nikolaus Harnoncourt, Wiener Sängerknaben, Chorus Viennensis, Concentus Musicus Wien, Solist der Wiener Sängerknaben, Paul Esswood, Kurt Equiluz, Ruud van der Meer, Teldec 1975
- East German Revolution, Hans-Joachim Rotzsch, Thomanerchor, Gewandhausorchester, Regina Werner, Gerda Schriever, Peter Menzel, Hermann Christian Polster, Pilz Mitte der 1970er Jahre?
- Die Bach Kantate Vol. 35, Helmuth Rilling, Gächinger Kantorei, Bach-Collegium Stuttgart, Arleen Augér, Helen Watts, Aldo Baldin, Wolfgang Schöne, Hänssler 1979
- J.S. Bach: Himmelfahrts-Oratorium, Philippe Herreweghe, Collegium Vocale Gent, Barbara Schlick, Catherine Patriasz, Christoph Prégardien, Peter Kooij, Harmonia Mundi France 1993
- J.S. Bach: Complete Cantatas Vol. 10, Ton Koopman, Amsterdam Baroque Orchestra & Choir, Caroline Stam, Michael Chance, Paul Agnew, Klaus Mertens, Antoine Marchand 1998
- Bach Edition Vol. 5 – Cantatas Vol. 2, Pieter Jan Leusink, Holland Boys Choir, Netherlands Bach Collegium, Ruth Holton, Sytse Buwalda, Knut Schoch, Bas Ramselaar, Brilliant Classics 1999
- J.S. Bach: Cantatas Vol. 20 – Cantatas from Leipzig 1724 – BWV 44, 59, 173, 184, Masaaki Suzuki, Bach Collegium Japan, Yukari Nonoshita, Mutsumi Hatano, Gerd Türk, Peter Kooij, BIS 2001
- J.S. Bach: Cantatas for the Complete Liturgical Year Vol. 10: „Himmelfahrts-Oratorium“ – Cantatas BWV 108 · 86 · 11 · 44, Sigiswald Kuijken, La Petite Bande, Siri Thornhill, Petra Noskaiová, Christoph Genz, Jan van der Crabben, Accent 2008